# Olios ceylonicus
Olios ceylonicus là một loài nhện trong họ Sparassidae.
Loài này thuộc chi Olios. Olios ceylonicus được miêu tả năm 1902 bởi Leardi.